# ناحیه ماونت استرلینگ، شهرستان براون، ایلینوی
ناحیه ماونت استرلینگ، شهرستان براون، ایلینوی (به انگلیسی: Mount Sterling Township) یک منطقهٔ مسکونی در ایالات متحده آمریکا است که در شهرستان براون، ایلینوی واقع شده‌است. ناحیه ماونت استرلینگ ۴٬۶۷۳ نفر جمعیت دارد و ۲۱۵ متر بالاتر از سطح دریا واقع شده‌است.